# قطعنامه ۱۱۸۹ شورای امنیت
قطعنامه ۱۱۸۹ شورای امنیت سازمان ملل متحد که در تاریخ ۱۳ اوت ۱۹۹۸ تصویب شد، سندی بین‌المللی دربارهٔ فعالیت‌های تروریسم بین‌المللی است. این قطعنامه طی نشست ۳۹۱۵ام با ۱۵ رای موافق، ۰ مخالف و ۰ ممتنع تصویب شد.